# Wet-Calles
De Wet-Calles (Spaans: Ley Calles), formeel de Wet ter hervorming van het strafrecht (Spaans: Ley de reforma al Código Penal) was een wet die werd getekend in Mexico op 2 juli 1926 waarbij openbare godsdienstbeoefening sterk werd beperkt. De wet werd genoemd naar president Plutarco Elías Calles en vormde de aanleiding voor het uitbreken van de Cristero-oorlog.
In de jaren voorafgaand aan 1926 was het religieuze conflict al op de spits gedreven. Artikelen 3 en 130 van de Mexicaanse grondwet legden zware beperkingen op aan het openlijk uitoefenen van religie. Daar de rooms-katholieke kerk zich volgens Calles niet aan de grondwet hield, probeerde hij de kerk door middel van de Wet-Calles alsnog tot gehoorzaamheid te dwingen. De wet stelde hoge boetes op het niet navolgen van de grondwet. Priesters die buiten de kerk religieuze kleding droegen kregen vijfhonderd peso boete en priesters die de regering bekritiseerden konden voor vijf jaar gevangen worden gezet. Ook dwong dit artikel alle priesters en leden religieuze orden zich te registreren.
Als reactie tegen de Wet-Calles schortte de katholieke kerk in Mexico alle erediensten op en stelde het een boycot in tegen de overheid voor alle niet-essentiële producten. Het conflict escaleerde begin augustus, toen in verschillende steden in Jalisco, Zacatecas en Michoacán doden vielen bij gevechten tussen katholieken enerzijds en regeringstroepen gesteund door Calles-trouwe milities anderzijds. Dit vormde het begin voor de Cristero-oorlog, die tot 1929 zou duren.